# Las Bravo
Las Bravo est une telenovela mexicaine diffusée du 18 août 2014 au 13 février 2015 sur Azteca 13. Il s'agit d'une adaptation de la telenovela chilienne Las Vega's.

## Distribution
- Edith González : Valentina Bravo
- Mauricio Islas : Leonardo Barbosa
- Saúl Lisazo : Enrique Velázquez
- Carla Carrillo : Roberta Bravo
- Carolina Miranda : Carmen Bravo
- Paulette Hernández : Adriana Bravo
- Héctor Arredondo : Gerardo Ibañez
- Pedro Sicard : Samuel
- Lambda García : Fernando
- Juan Vidal : Adonis
- María Fernanda Quiroz : Roxana
- Eugenio Montesoro : José "Toro" Bravo
- Alberto Casanova : Manuel
- Mauricio Aspe : Patricio
- Cecilia Piñeiro : Virginia Ibañez
- Nando Destenave : Padre Domingo
- María Luisa Garza : Nana Cuca
- Angeles Marín : Miguelina
- Claudia Marín : Evangelina
- Fabián Peña : Aníbal
- Josefo Rodríguez : Cándido
- Jorge Zepeda : Teodoro
- Lizbeth Cuevas : Beatriz
- Stefany Hinojosa : Tania
- Tamara Fascovich : Lily
- Cynthia Quintana : Ingrid
- Eric Díaz del Castillo : Gabriel
- Abel Fernando : Justino
- Negro Morales : Epifanio
- José Astorga : Jairo
- Roberto Mares : José Primitivo
- Angel Vigón : René Pastrana
- Esau : Roberto "Robertito"
- Patricio Guzmán : José Manuel
- Andrea Martí : Lucía de Barbosa
- Mario Díaz : Ignacio
- Irene Arcila : Malena
- Mariana Castillo : Fabiola
- Fabiana Perzabal

## Diffusion
- Azteca 13
- Azteca América

## Autres versions
- Las Vega's (Canal 13, 2013)
- Las Vega's (RCN Televisión, 2016-2017)